# Loredana Piazza
Loredana Piazza (Cormons, 14 agosto 1955) è una showgirl ed ex modella italiana, vincitrice del concorso di bellezza Miss Italia nel 1974.

## Biografia
È stata proclamata Miss Italia nel 1974 a Reggio Calabria. Dopo la vittoria del titolo, ha lavorato come fotomodella; inoltre ha partecipato, a fianco di Carlo Croccolo, come componente della giuria nel gioco a premi Il Borsacchiotto (1977) – sua unica apparizione televisiva –, dopo la quale è scomparsa dalle scene e dal mondo della moda.